# Уокер, Кларенс
Кларенс Леонард «Сэл» Уокер, также известный как Сэл Уокер (англ. Clarence Leonard "Sal" Walker; 13 декабря 1898, Порт-Элизабет, Южно-Африканский Союз — 30 апреля 1957, Родепорт, Гаутенг, Южно-Африканский Союз) — южноафриканский боксёр, чемпион Олимпийских игр в Антверпене 1920 года в легчайшем весе.

## Спортивная карьера
Принял участие в Олимпийских играх в Антверпене (1920), где завоевал золотую медаль.

В легчайшем весе в турнире участвовало 12 человек. Допускалось участие двух представителей от каждой страны.

Результаты на Олимпийских играх 1920 (вес до 53,52 кг):

Победил Альфонса Бовэнса (Бельгия) по очкам

Победил Эдварда Хартмана (США) по очкам

Победил Джорджа Маккензи (Великобритания) по очкам

Победил Клиффорда Грэма (Канада) по очкам

В 1922 году перешел в профессиональный бокс, где выступал в течение 6 лет.

Из 16 боев, проведённых им на профессиональном ринге, 5 были за титулы чемпиона Южной Африки: четыре в полулегком весе и один в легчайшем. Владел титулом чемпиона Южной Африки в полулегком весе в течение шести месяцев 1924 года. Покинул ринг в 1928 году в ранге чемпиона Южной Африки в легчайшем весе.